# Třída Derfflinger
Třída Derfflinger byla třídou bitevních křižníků německého císařského námořnictva z doby první světové války. Skládala se z jednotek Derfflinger, Lützow  a Hindenburg. Lodě byly objednány v letech 1912–1913, jako reakce na stavbu britských bitevních křižníků třídy Lion a představovaly druhou generaci německých bitevních křižníků. Jednalo se o poslední postavené německé bitevní křižníky, žádná z lodí třídy Mackensen již nebyla dostavěna.
Novinkou bylo zavedení děl ráže 305 mm a nová koncepce rozmístění dělových věží, které se nacházely pouze na přídi a zádi lodi. První dvě jednotky se účastnily bitvy u Jutska v roce 1916, ve které byly obě poškozeny. Lützow  byl poškozen tak vážně, že ho musel potopit německý torpédoborec G38.

## Konstrukce

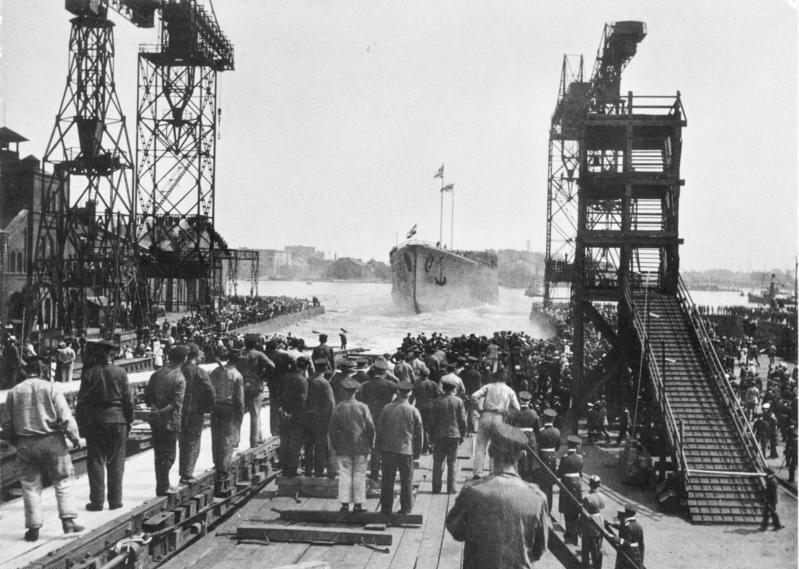
SMS Hindenburg při spuštění na vodu

Hlavní výzbroj lodí této třídy představovalo osm 305mm kanónů o délce hlavně 50 ráží. Umístěny byly již zcela moderně ve čtyřech dvoudělových věžích, po dvou na přídi a zádi lodi.
Jako první německé lodi měla tato plavidla průběžnou palubu, což byl nový moderní konstrukční prvek a pouze jedno patro kasemat s děly menších ráží. V těchto kasematách bylo umístěno dvanáct 150mm kanónů (Lützow  a Hindenburg již měly šestnáct). Lehkou výzbroj tvořilo dvanáct 88mm kanónů. Lodě dále nesly čtyři pevné torpédomety.
Derfflinger a Lützow  původně nesly jednoduché stožáry. Během oprav po bitvě u Jutska dostal Derfflinger nové trojnožkové stožáry a Hindenburg s nimi byl již postaven. U obou lodí také byl redukován počet 88mm kanónů a odstraněny byly protitorpédové sítě.

## Operační nasazení

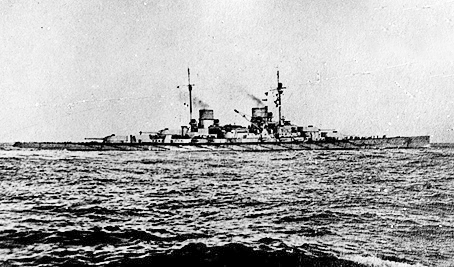
SMS Lützow

Derfflinger a Lützow  se účastnily bitvy u Jutska ve dnech 31. května až 1. června 1916 (Hindenburg byl dokončen až v roce 1917 a neúčastnil se žádného střetnutí), ve které se podílely na potopení britských bitevních křižníků HMS Invincible a HMS Queen Mary. Obě německé lodě ale byly v bitvě také vážně poškozeny. Derfflinger zasáhlo 17 projektilů velké a další čtyři střední ráže, přičemž loď nabrala okolo 3 000 tun vody, ale podařilo se jí zachránit.
Lützow zasáhlo více než 24 projektilů, přičemž čtyři měly ráži 380mm. Loď nabrala značné množství vody a její příď se postupně tak ponořila, že se lodní šrouby začaly vynořovat z vody. Loď se dostala až poblíž ústí Kielského průplavu, měla však tak velký ponor, že by uvázla na mělčině a proto byla potopena torpédoborcem G38. Ztráta nedávno dokončeného a moderního křižníku Lützow byla největší ztrátou císařského námořnictva v celé bitvě.

## Osud

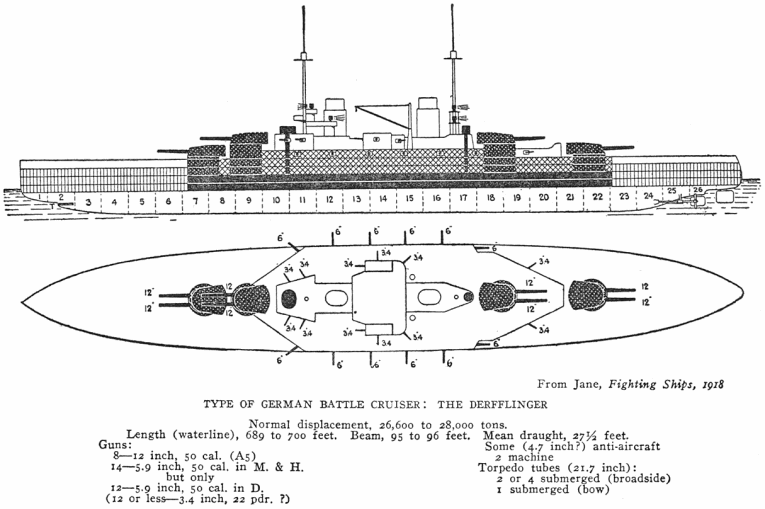
Nákres konstrukce lodi

Po německé kapitulaci odpluly hlavní síly císařského námořnictva, včetně bitevních křižníků Derfflinger a Hindenburg, do Scapa Flow, kde byly lodě internovány s minimální posádkou. Osud lodí se naplnil dne 21. června 1919, kdy je v tzv. Incidentu ve Scapa Flow potopily vlastní posádky, aby nemohly být předány do rukou vítězných států. Derfflinger se potopil ve 14:45, jeho vrak byl vyzvednut až v roce 1939 a později byl sešrotován. Hindenburg se potopil v 17:00, v roce 1930 byl vyzvednut a následně byl jeho vrak sešrotován.